# Яссер, Иосиф Самуилович
Иосиф Самуилович (Самойлович) Яссер (англ. Joseph Yasser; 17 [29] марта 1893, Одесса, Херсонская губерния, Российская империя — 1981, США) — российский и американский органист, пианист, хоровый дирижёр и музыковед.

## Биография
Родился Иосиф Самуилович (Самойлович) Яссер 17 [29] марта 1893 года в Одессе.
Учился в Московской консерватории у Б. Л. Сабанеева (орган), А. Ф. Гедике (фортепиано) и Н. С. Морозова (музыкально-теоретические предметы).
В 1917 году окончил консерваторию, в 1918-1920 годах руководил в ней классом органа.
Был другом Н. К. Метнера и С. В. Рахманинова.
В 1919-1920 годах — органист в Большом и Художественных театрах в Москве.
В 1921 году — органист-солист, музыкальный руководитель и дирижёр хора «Шанхайские певицы» (кит. 上海歌手) при Китайском хоровом обществе.
Эмигрировал в США в 1921 году.
Гастролировал в Москве, Шанхае и городах США, как органист в 1917-1930 годах.
Руководил хором при постановке «Свадебки» И. Ф. Стравинского в «Метрополитен-опера» в 1929 году.
В 1930-1937 годах — преподаватель Нью-Йоркского и Колумбийского университетов и Джульярдской музыкальной школы.
Писал музыкально-критические статьи для «The Musical Quarterly», «Musical America», «Modern Music» (трое США), «Die Musik» (Штутгарт) и «La Revue musicale» (Париж).
С 1938 года — органист Всеамериканского радио- и телевизионной компании в Нью-Йорке.
Ушёл из жизни в 1981 году в США.

## Литературные труды
- Мое общение с Рахманиновым, в сб.: Памяти С. В. Рахманинова, Нью-Йорк, 1946, с. 150-75
- Carrying classicism into the futurist camp, Nicolas Medtner comes to win new worlds, «Musical America», 1924, v. 3, No. 11
- A theory of evolving tonality, N. Y., 1932
- Mediaeval quartal harmony, N. Y., 1938.